# Douai
Douai (nekdanji Douay; nizozemsko Dowaai) je mesto in občina v severni francoski regiji Nord-Pas-de-Calais, podprefektura departmaja Nord. Leta 1999 je mesto imelo 42.796 prebivalcev.

## Geografija
Kraj leži ob reki Scarpe 40 km južno od Lilla, med Arrasom, Cambraijem in Valenciennesom.

## Administracija
Douai je sedež štirih kantonov:
- Kanton Douai-Jug (del občine Douai, občine Aniche, Auberchicourt, Dechy, Écaillon, Férin, Guesnain, Lewarde, Loffre, Masny, Montigny-en-Ostrevent, Roucourt: 52.622 prebivalcev),
- Kanton Douai-Jugozahod (del občine Douai, občine Courchelettes, Cuincy, Esquerchin, Lambres-lez-Douai, Lauwin-Planque: 33.746 prebivalcev),
- Kanton Douai-Sever (del občine Douai, občine Anhiers, Flines-lez-Raches, Lallaing, Sin-le-Noble, Waziers: 46.978 prebivalcev),
- Kanton Douai-Severovzhod (del občine Douai, občine Auby, Flers-en-Escrebieux, Râches, Raimbeaucourt, Roost-Warendin: 32.521 prebivalcev).

Mesto je prav tako sedež okrožja, v katerega so poleg njegovih vključeni še kantoni Arleux, Marchiennes in Orchies z 246.987 prebivalci.

## Zgodovina
Douai se verjetno nahaja na ozemlju nekdanje rimske utrdbe iz 4. stoletja, poznane kot Duacum. V srednjem veku je pod flandrijskimi grofi postal cvetoče trgovsko središče. Leta 1384 je prešel v roke burgunskih vojvod, preko njih pa v posest Habsburžanov. Leta 1668 je bil z Aachenskim mirom predan francoski kroni.
V obdobju Španskih Nizozemsk (1477-1668) je bila v Douaiju pod pokroviteljstvom španskega kralja Filipa II. ustanovljena Univerza (1562). V sklopu le-te je vse do francoske revolucije delovala Angleška gimnazija, pomembno izobraževalno središče za številne angleške katolike, ki so pobegnili preganjanju v Angliji, poleg te pa tudi Irska in Škotska gimnazija. V Douaiju so se nahajale tudi benediktinska, frančiškanska in jezuitska ustanova.

## Znamenitosti
Douai je na seznamu francoskih umetnostno-zgodovinskih mest.
- starodavna cerkev, s strani flandrijskih grofov povzdignjena v Kolegial sv. Petra leta 1012,
- Le beffroi (stražni stolp) iz 14. in 15. stoletja, naslednik predhodnjega lesenega stolpa, je skupaj s podobnimi stolpi v Belgiji in Franciji uvrščen na UNESCOv seznam svetovne kulturne dediščine.
- Porte de Valenciennes (Valenciennska vrata), nekdanja Notredamska vrata iz leta 1453,
- Porte d'Arras,
- Musée de la Chartreuse (kartuzijanski muzej), zgrajen v renesančnem slogu iz kamna in opeke,
- Muzej lepih umetnosti,
- Gledališče (1783).

## Pobratena mesta
- Dédougou (Burkina Faso),
- Harrow, London (Združeno kraljestvo),
- Kenosha (Wisconsin, ZDA),
- Puławy (Poljska),
- Recklinghausen (Nemčija),
- Seraing (Belgija).